# Reading Rainbow
Reading Rainbow (traducido al español Arco iris de leer) es una serie de televisión infantil estadounidense que se emitió en el canal Public Broadcasting Service a partir del 11 de julio de 1983 hasta el 10 de noviembre de 2006, que animó a los niños a leer. 

## Programa
En 2012 fue lanzada una aplicación vía iPad y Kindle Fire con el nombre Reading Rainbow, esta aplicación permite interacciones con lecturas y videos, fue creada por LeVar Burton y Mark Wolfe.
En mayo de 2014 se lanzó una campaña de Kickstarter recaudar fondos para que la aplicación está disponible en la web, Android, consolas de juegos, teléfonos inteligentes y otros dispositivos de transmisión, junto con la creación de una versión para el aula. El esfuerzo alcanzó su meta de recaudación de fondos inicial de 1.000.000 dólares en once minutos. La campaña logró su segunda meta de $ 5.4 millones en 24 horas con la participación de 105.857 donantes.